# Dionychoscelis lactea
Dionychoscelis lactea là một loài bướm đêm thuộc phân họ Arctiinae, họ Erebidae.